# Lannemezan
Lannemezan (occitană Lanamesa) este o comună din sudul Franței, din departamentul Hautes-Pyrénées, în regiunea Midi-Pirinei. 
1. ↑  répertoire géographique des communes, accesat în 26 octombrie 2015
2. ↑  dataset of postal codes in France, 1 octombrie 2018